# Montenay
Montenay és un municipi francès situat al departament de Mayenne i a la regió de País del Loira. L'any 2007 tenia 1.421 habitants.

## Demografia

### Població
El 2007 la població de fet de Montenay era de 1.421 persones. Hi havia 510 famílies de les quals 112 eren unipersonals (40 homes vivint sols i 72 dones vivint soles), 157 parelles sense fills, 205 parelles amb fills i 36 famílies monoparentals amb fills.
La població ha evolucionat segons el següent gràfic:
Habitants censats

### Habitatges
El 2007 hi havia 569 habitatges, 518 eren l'habitatge principal de la família, 29 eren segones residències i 21 estaven desocupats. 559 eren cases i 9 eren apartaments. Dels 518 habitatges principals, 416 estaven ocupats pels seus propietaris, 99 estaven llogats i ocupats pels llogaters i 3 estaven cedits a títol gratuït; 18 tenien dues cambres, 71 en tenien tres, 123 en tenien quatre i 305 en tenien cinc o més. 373 habitatges disposaven pel capbaix d'una plaça de pàrquing. A 222 habitatges hi havia un automòbil i a 261 n'hi havia dos o més.

### Piràmide de població
La piràmide de població per edats i sexe el 2009 era:
| Homes | Edats   | Dones |
| ----- | ------- | ----- |
| 0     | 95 o +  | 4     |
| 0     | 90 a 94 | 8     |
| 4     | 85 a 89 | 8     |
| 8     | 80 a 84 | 8     |
| 20    | 75 a 79 | 20    |
| 16    | 70 a 74 | 28    |
| 36    | 65 a 69 | 16    |
| 28    | 60 a 64 | 64    |
| 20    | 55 a 59 | 32    |
| 60    | 50 a 54 | 28    |
| 28    | 45 a 49 | 48    |
| 72    | 40 a 44 | 60    |
| 72    | 35 a 39 | 56    |
| 52    | 30 a 34 | 48    |
| 40    | 25 a 29 | 32    |
| 60    | 20 a 24 | 28    |
| 88    | 15 a 19 | 56    |
| 48    | 10 a 14 | 56    |
| 40    | 5 a 9   | 48    |
| 32    | 0 a 4   | 28    |

## Economia
El 2007 la població en edat de treballar era de 895 persones, 684 eren actives i 211 eren inactives. De les 684 persones actives 656 estaven ocupades (363 homes i 293 dones) i 28 estaven aturades (14 homes i 14 dones). De les 211 persones inactives 78 estaven jubilades, 82 estaven estudiant i 51 estaven classificades com a «altres inactius».

### Ingressos
El 2009 a Montenay hi havia 526 unitats fiscals que integraven 1.412 persones, la mediana anual d'ingressos fiscals per persona era de 16.773 €.

### Activitats econòmiques
Dels 31 establiments que hi havia el 2007, 1 era d'una empresa alimentària, 9 d'empreses de construcció, 9 d'empreses de comerç i reparació d'automòbils, 3 d'empreses de transport, 1 d'una empresa d'hostatgeria i restauració, 3 d'empreses immobiliàries, 3 d'empreses de serveis, 1 d'una entitat de l'administració pública i 1 d'una empresa classificada com a «altres activitats de serveis».
Dels 13 establiments de servei als particulars que hi havia el 2009, 2 eren tallers de reparació d'automòbils i de material agrícola, 2 tallers d'inspecció tècnica de vehicles, 2 paletes, 1 guixaire pintor, 4 fusteries, 1 lampisteria i 1 perruqueria.
L'únic establiment comercial que hi havia el 2009 era una fleca.
L'any 2000 a Montenay hi havia 80 explotacions agrícoles que ocupaven un total de 3.120 hectàrees.

## Equipaments sanitaris i escolars
L'únic equipament sanitari que hi havia el 2009 era una farmàcia.
El 2009 hi havia 2 escoles elementals.

## Poblacions més properes
El següent diagrama mostra les poblacions més properes.